# Bastian Schulz
Bastian Schulz (ur. 10 lipca 1985 w Hanowerze) – niemiecki piłkarz występujący na pozycji pomocnika. 
Jest wychowankiem Hannover 96. Do pierwszej drużyny został włączony w 2008 roku. W Bundeslidze zadebiutował 15 marca 2008 roku w meczu z Arminią Bielefeld (2:2). W 2009 roku przeszedł do 1. FC Kaiserslautern. W latach 2011–2014 był piłkarzem RB Leipzig. Następnie występował jeszcze w VfL Wolfsburg II i VfL Osnabrück.